# The silver chamber of sorrows
The silver chamber of sorrows of 銀樓金粉 is een Hongkongse kostuumdrama van TVB. Het beginlied "認命" is gezongen door Ivana Wong. De serie is komisch, tragisch en spannend. Het speelt zich af ten tijde van de Chinese Republiek.

## Verhaal
Sheungs Zilveren Kamer, de grootste juweel bedrijf in Foshan, kampt met ernstige financiële moeilijkheden. Om een lening van familie Shum te verkrijgen, regelt Sheung Hang (Paul Chun), de eigenaar van de Kamer, samen met zijn primaire vrouw, Choi Siu Tip (Nancy Sit), een huwelijk tussen Sheung Wan (Ng Wai Kwok), Hangs jongere broer, en Shum Wing Tung (Winnie Young), dochter van de familie Shum. Gedreven door haat, treedt Ching Sau Hang (Christine Ng), Wans geliefde, in het huwelijk met Hang en wordt ironisch genoeg Wans schoonzus. Wan krijgt ruzie met Hang en kiest ervoor om in het buitenland te wonen, hiermee scheidt hij zich van zijn familie. Na jaren het huis te hebben verlaten, komt Wan niet terug tot de gelegenheid om zijn vaders verjaardag te vieren. Spanning tussen de twee broers komen tot uitbarsting wanneer Hang niet bereid is losgeld te betalen om de jongste zoon van Wan te redden. Van toen af aan is Wan vastbesloten om de verbinding met zijn familie helemaal te verbreken.
Sinds Wans terugkomst lijdt Sau Hang aan haar mans verwaarlozing en wordt beschuldigd voor het veroorzaken van de miskraam van de vierde vrouw Fei Fei (Nancy Wu). Haat drijft haar tot het plegen van handelingen voor wraak. Ze tracht de familie Sheung omver te werpen door Kwan te lokken. Ze onthult opzettelijk dat Chau Kuk (Shirley Yeung), de dienstmeisje van de familie, Hangs buitenechtelijke dochter is. Het donkere tijdperk van een ooit vooraanstaande familie begint.

## Rolverdeling
| acteur                | rol                   | beschrijving                                                                                                 |
| Paul Chun Pui         | Sheung Hang 尚鏗      | Sheungs zilveren gebouw Owner Sheung's head of household. Sheung Wan's older brother.                        |
| Nancy Sit             | Choi Siu-Dip 賽小蝶   | Sheung Hangs eerste vrouw. Sheung Ho-Yi's moeder.                                                            |
| Rebecca Chan          | Lin Nin-Wong 連年旺   | Sheung Hangs tweede vrouw. Sheung Sai-Jo's moeder.                                                           |
| Christine Ng          | Ching Sau-Hang 程秀杏 | Sheung Hangs derde vrouw. Sheung Wans ex.                                                                    |
| Nancy Wu              | Ha Fei-Fei 夏霏霏     | Sheung Hangs vierde vrouw.                                                                                   |
| Shirley Yeung         | Chau Guk 秋菊         | bediende Sheung Hangs onwettige dochter. Ching Sau-Hangs persoonlijke bediende. Chow Chi-Shing "echtgenote". |
| Ng Wai Kwok (伍衛國)  | Sheung Wan 尚鋆       | Sheung Hangs broertje. Ching Sau-Hangs ex. Shum Wing Tungs echtgenoot.                                       |
| Winnie Young (楊婉儀) | Shum Wing-Tung 沈詠彤 | Sheung Wans vrouw.                                                                                           |
| Jack Wu               | Chow Chi-Shing 周至誠 | goudsmit Chau Kuks geliefde.                                                                                 |
| Charmaine Li          | Sheung Ho-Yee 尚可怡  | Sheung Hang en Choi Siu-Dips dochter.                                                                        |
| Matt Yeung (揚明)     | Sheung Sai-Jo 尚世祖  | Sheung Hang en Lin Nin-Wongs zoon.                                                                           |

Best selling secrets 同事三分親 · Legend of the demigods 搜神傳 · Wars of in-laws II 野蠻奶奶大戰戈師奶 · Wasabi mon amour 和味濃情 · The master of tai chi 太極 · A journey called life 金石良缘 · The silver chamber of sorrows 銀樓金粉 · The money-maker recipe 師奶股神 · Dressage to win 盛裝舞步愛作戰 · Speech of silence 甜言蜜語 · When a dog loves a cat 當狗愛上貓 · Your class or mine 尖子攻略 · The four 少年四大名捕 · Survivor's law II 律政新人王II · The gentle crackdown II 秀才愛上兵 · The seventh day 最美麗的第七天 · D.I.E. 古靈精探 · Catch me now 原來愛上賊 · Forensic heroes II 法證先鋒II · Love exchange 疑情別戀 · Last one standing 與敵同行 · Moonlight resonance 溏心風暴之家好月圓 · The gem of life 珠光寶氣 · When Easterly Showers Fall on the Sunny West 東山飄雨西關晴 · Off pedder 畢打自己人 · Pages of treasures Click入黃金屋